# Take On Helicopters
Take On Helicopters — компьютерная игра в жанре симулятор вертолёта, разработанная и изданная чешской студией Bohemia Interactive в октябре 2011 года для Microsoft Windows. Лётная модель в игре основана на вертолётной динамике промежуточного программного обеспечения RTDynamics

## Игровой процесс
Take On Helicopters — это симулятор гражданских вертолётов. В игре присутствуют три класса вертолётов, основанных на реально существующих: лёгкие (основаны на MD500), средние (основаны на Bell 412) и тяжёлые (основаны на AW101 Merlin). Каждый класс имеет лётную модель, подходящую под его характеристики, в пределах каждого класса имеются различные варианты вертолётов. Они получаются изменением оборудования: лебёдок, спусковых верёвок, внешних камер и т. д.
Игроку доступны следующие режимы игры:
- Карьера — режим состоит из эпизодов, связанных общим сюжетом. В этом режиме на карте присутствует вертолётный порт, в котором игроки могут подписывать контракты, приносящие им заработок. Деньги используются для покупки, починки и улучшения вертолётов.
- Свободный полёт — позволяет игроку управлять любым вертолётом в свободном режиме.
- Вызовы — игроку предлагается выполнять различные одиночные задания.
- Испытание на время — в этом режиме игрок должен пролететь определённое расстояние с дополнительными требованиями на время.
- Тренировка — режим содержит несколько тренировочных полётов, необходимых для усвоения основ управления вертолётом. Они представлены в порядке от самых лёгких к самым сложным[3].

Кроме того, в игре присутствует редактор миссий и многопользовательский режим. Редактор позволяет игрокам создавать собственные миссии всех вышеописанных типов.
Также игра поддерживает моддинг. Образцы миссий и моделей вертолётов были выпущены для поддержки редакторов миссий и мод-мейкеров.
В игре присутствуют две локации: Сиэтл (60х60 км) и Южная Азия (120х120 км).

## Сюжет
Действия игры происходят в вымышленной стране Такистан, в которой также происходили действия игры ArmA 2: Operation Arrowhead.
После смерти отца братья Джо и Том Ларкины взяли семейный бизнес в свои руки. Однако теперь им грозит банкротство. Пытаясь сохранить то, что было создано их отцом, они подписывают новые контракты и участвуют в соревнованиях на вертолётах.

## Разработка
Игра была анонсирована 1 апреля 2011 года, выход был запланирован на последний квартал того же года.
24 июня 2011 года была выпущена демо-версия, доступная всем владельцам игры ArmA 2: Operation Arrowhead. 4 октября 2011 года бета-версия игры стала доступна для тех, кто оформил предзаказ на игру. Bohemia Interactive регулярно выпускала бета-версии патчей для игры до их официального релиза.
Релиз состоялся 27 октября 2011 года.

### DLC
15 марта 2012 года было выпущено первое и последнее дополнение Take On Helicopters: Hinds. Оно содержало три различные версии Ми-24 (Ми-24В, Ми-24П и Super Hind). В дополнении также присутствуют миссии для новых вертолётов, в которых основной упор сделан на военные операции.